# Платонов, Артур Станиславович
Арту́р Станисла́вович Плато́нов (род. 11 сентября 1974, Алма-Ата) — казахский журналист, политический и общественный деятель Республики Казахстан, искусствовед, историк, автор монографии «Оперы Верди 40-х годов» (1998), а также около 50 статей и публикаций по истории западноевропейского музыкального театра. Автор документальных фильмов: «Война и миф 21 века», «Проданные души», «Торговцы Отечеством».

## Биография
- В 1998 году окончил историко-теоретический факультет Московской государственной консерватории им. Чайковского[1], затем — аспирантуру там же[2][3]. В 2001 году окончил юридический факультет Санкт-Петербургского гуманитарного института профсоюзов[2].
- В 1999—2010 годы читал авторский курс лекций по истории западноевропейского музыкального театра в Казахской национальной консерватории имени Курмангазы[1][3].
- С 2010 года — профессор кафедры менеджмента и общественных дисциплин Международного университета информационных технологий (Алматы)[3], а также преподаёт на кафедре международной журналистики Казахского национального университета имени аль-Фараби[1].
- С 2000 по 2011 годы — руководитель, автор сценария и ведущий итоговой информационной программы «Портрет недели» на телеканале КТК[1][2][3]. По данным «Гэллап Медиа», эта программа являлась самой рейтинговой программой Казахстана и одной из самых рейтинговых программ в СНГ (2010 — 11 — аудитория до 50 %)[1][3]. На 9-м и 12-м Евразийских телефорумах (Москва, 2006, 2009) программа «Портрет недели» признавалась лучшей информационно-аналитической (информационно-публицистической) программой[1][2].
- С сентября 2011 года — автор, продюсер и ведущий программы «Слуги народа»[3].
- В 2006—2007 годах — президент АО «КТК», в 2008—2016 годах — директор собственного вещания телеканала КТК[1][2], с 2015 года — директор по стратегическому развитию телеканала КТК[3].
- Кандидат в депутаты Мажилиса Парламента РК (2004).
- В 2005—2006 годах признан Союзом журналистов РК лучшим автором программы и телеведущим страны.
- С 2006 года академик Международной евразийской академии телевидения и радио (г. Москва)
- В 2006—2007 годах учился у всемирно известного советского, российского писателя, сценариста и кинорежиссёра легендарного путешественника, стоявшего у истоков знаменитого «Альманах кинопутешествий», Соломона Шульмана. С Соломоном Ефимовичем, автором более 40 документальных фильмов, и прославленных книг («King’s of the Kremlin», «Инопланетяне над Россией», «Власть и судьба» и многих других.) уже много лет связывает тесная дружба.
- C 2009 года — Академик Международной Евразийской телеакадемии (Москва)
- С 2012 года- вице-Президент ОЮЛ «Гражданский Альянс Казахстана»
- С 2013 по март 2016 года — заместитель генерального директора "Центра социального партнерства при ФНБ «Самрук Казына»
- С 2015 года — автор и ведущий программ «Портрет недели» и «Слуги народа»
- с 2015 года — Академик национальной Академии журналистики РК
- С 2016 года — Академик Евразийской академии телевидения и радио (Москва)[1].
- С 2016 по 2020 годы — Председатель Комитета по связям с Евразийским экономическим союзом в межпарламентской ассамблее православия (МАП)
- В 2018—2019 годах читал лекции на кафедре международной журналистики Казахского национального университета (КазНУ) имени аль-Фараби и других крупнейших ВУЗах страны.
- Член Общественного совета по СМИ при Президенте Республики Казахстан (с 2002)
- Член Общественного совета по борьбе с коррупцией при партии «Нур Отан» (с 2008)[1]
- Советник заместителей Председателей партии «Нур Отан» (2008—2012)[1],
- Член республиканского общественного штаба кандидата в Президенты Республики Казахстан Н. А. Назарбаева (2007,2011, 2015,2019)[2]
- Доверенное лицо Главы Государства на выборах Президента в 2011, 2015 годах
- Обладатель гранта Президента РК за объективное освещение политической и экономической жизни страны.
- Президент Союза независимых журналистов «Солидарность»[2],
- Член общественного Совета Агентства по делам государственной службы (с 2012)
- Советник спикера Мажилиса Парламента (2012—2014)[3]
- Член политсовета партии «Нур Отан» (с 2013)
- Член наблюдательного совета по надзору за законностью при Генеральной прокуратуре (с 2013)
- Вице-президент Гражданского альянса Казахстана (с 2013)[4]
- Член Совета при Национальной палате предпринимателей (с 2014)
- Эксперт Комиссии по Правам человека при Президенте РК (с 2015)[3]
- Член предвыборного штаба Главы Государства (2015)
- Советник Госсекретаря РК (2015, 2017гг)
- Член Общенационального Совета (2015)
- Депутат Мажилиса Парламента РК VІ созыва от партии «Нур Отан» (с 2016)
- (Греция, Салоники) избран Председателем Комитета по связям с Евразийским экономическим союзом межпарламентской ассамблеи Православия (2016)
- Академик Национальной академии журналистики (с 2016)
- Член межпарламентской рабочей группы ОДКБ. Является наблюдателем на выборах Президента РФ (Москва 2018 год)
- Вновь избран членом политсовета партии «Нур Отан» (2019г)

### Семья
Женат; два сына.

## Научная деятельность
Автор более чем 50 научных работ по истории западноевропейского музыкального театра.

## Награды
- Лауреат премий Союза журналистов Казахстана, как руководитель и автор самой рейтинговой на казахстанском телевидении авторской программы, как лучший телевизионный ведущий страны (2004)[1][2]
- Премия Министерства информации, культуры и спорта Республики Казахстан (2004) — лучшему телеведущему страны[1][2]
- Десятикратный обладатель звания «Алтын адам» («Человек года»). Звание «Журналист десятилетия» (2009)[1][2]
- Обладатель звания «Алтын Адам — человек года» «За мужество и принципиальность в профессиональной деятельности»
- Семикратный лауреат премий «Выбор года в Казахстане», в номинации «Лучший тележурналист»
- Победитель в номинации «За мужественность и патриотизм в профессиональной деятельности» (2006)[1][2]
- Победитель 9 Евразийского телефорума (Москва) в номинации «информационно-аналитическая программа» (2006)
- Благодарности от Главы государства (2005, 2010, 2011,2015,2016, 2019)[1][2]
- Лауреат премии и медали Фонда Первого Президента — за программу «Портрет недели» (2009)[1][2]
- премия партии Нур Отан за вклад в борьбу с коррупцией (2009)[1][2]
- Победитель 12 Евразийского телефорума (Москва) в номинации «информационно — публицистическая программа» (2009)
- Лауреат премии НурСункар «За вклад в борьбу с коррупцией» (2010)[3]
- орден «Курмет» (2010)[1][2]
- Грант Президента Республики Казахстан за активное освещение экономических, социальных и политических преобразований (2010)[5]
- Победитель 9-го международного кинофестиваля «Победили вместе» (Севастополь, 2013) — за документальный фильм «Проданные души»[3]
- Победитель 4-го каннского фестиваля (The 4th Cannes Corporate Media & TV Awards; Франция, 2013) в категории E33 «Лучший сценарий» — за документальный фильм «Проданные души» («The Sold Souls»)[6]
- Обладатель премии «Национальное признание за вклад в развитие диалога между властью и обществом» (2014)[3]
- Лауреат высшей общенациональной журналистской премии Алтын Жулдыз в номинации «Лучший журналист страны» (2014)[3]
- грант Президента РК за объективное освещение политической и экономической жизни страны (2010)[1][2]
- Медаль к 20-тилетию Ассамблеи Народов Казахстана (2015г)
- Премия человек года «Алтын Адам» в номинации «Служение Отечеству» (2016)
- Победитель 1 международного фестиваля «За мир без войн и военных конфликтов», фильм «Sold souls», «Проданные души» (Москва, 28 стран, 1 — Казахстан, 2 — Франция, 3 — Россия) (2016)
- Почётный знак «За заслуги в развитии печати и информации» (19 мая 2016 года, Межпарламентская ассамблея СНГ) — за значительный вклад в формирование и развитие общего информационного пространства государств — участников Содружества Независимых Государств, реализацию идей сотрудничества в сфере печати и информации[7]
- Почётный знак «За заслуги в развитии печати и информации» (27 марта 2017 года, Межпарламентская ассамблея СНГ) — за значительный вклад в формирование и развитие общего информационного пространства государств – участников Содружества Независимых Государств, реализацию идей сотрудничества в сфере печати и информации[8]
- «Қазақстан Республикасының Тәуелсіздігіне 25 жыл» мерекелік медалімен марапатталды (2016г)
- Премия Человек года «Алтын Адам» в Номинации «За формирование диалога между властью и обществом» (2017)
- Медаль: за вклад в национальную безопасность Республики Казахстан (2017)
- Благодарность Лидера нации за документальный фильм «Война и миф 21 века» (2018 г)
- Отмечен грамотой партии Нур Отан в номинации «Лучшая общественная приемная депутата» (2018 г.)
- Благодарность Президента РК Касым-Жомарта Токаева за активное участие в агитационной работе в рамках прошедших выборов Президента РК (2019г)
- Орден Парасат (2019)[9]
- Премия человек года «Алтын Адам» в номинации «Общественное признание»- подлинно народный депутат (2020 г.)